# 상하이 지하철 7호선
상하이 지하철 7호선(중국어: 上海轨道交通7号线)(화무루 선)은 상하이 지하철의 한 노선으로 정식 명칭은 상하이 궤도교통 7호선이며, 중국에서는 상하이도 교통7호선으로 표기한다. 노선 색상은 ■ 주황색이다.

## 노선 정보
- 영업 거리：44.35 km
- 역 수：33
- 궤간：1,435mm
- 전원 공급：1500V 직류 (가공전차선)
- 복선화 구간 : 전 구간
- 전철화 구간 : 전 구간
- 지상 구간：진추루(锦秋路) 주차장~치화루 서, 룽양루 동~룽양루 차량기지
- 지하 구간：뤄난 신춘 서남~화무루
- 고가 구간：메이란후~뤄난 신춘 서남

### 환승역
- 전핑루 — 3호선, 4호선 환승, 긴 통로로 이동.
- 창서우루 — 13호선 환승.
- 징안쓰 — 2호선 환승, 긴 통로로 이동.
- 창수루 — 1호선 환승, 긴 통로로 이동.
- 자오자방루 — 9호선 환승, “丁”자 수직 환승.
- 둥안루 — 4호선 환승. “十”자 수직 환승.
- 룽화중루 — 12호선 환승.
- 야오화루 — 8호선 환승, “十”자 수직 환승.
- 가오커시루 — 6호선 환승, “十”자 수직 환승.
- 룽양루 — 2호선, 16호선 환승, 통로 이동. 자기부상선 환승.

## 연혁
- 2005년 11월 24일 : 7호선 착공 시작.
- 2008년 10월 15일 : 7호선의 첫 열차 도입.
- 2008년 12월 6일 : 7호선의 모든 역명이 확정됨.[1]
- 2009년 5월 10일 : 7호선 전 구간 궤도 연결.[2]
- 2009년 12월 5일 : 7호선 1단계 개통 (이중 허우탄 역 일시 개업) 비혼잡 시간대에 시운전 시행.
- 2010년 2월 20일 : 7호선 첫차 및 막차 시간을 조정(05:30~22:31), 아침과 저녁 러시아워 시간대에 5분 간격으로, 이외 시간대에는 6분 간격으로 조정.[3]
- 2010년 4월 20일 : 허우탄 역 정식 개업.
- 2010년 12월 28일 : 구춘궁위안 역, 뤄난 신춘 역, 메이란후 역 개방, 동시에 대,소형 교차로(交路) 운영 방식을 가동했으며, 각각 대형 교차로(大交路)는 메이란후-화무루, 소형 교차로(小交路)는 상하이 대학-화무루 간이다.[4]
- 2011년 6월 30일 : 류항 역, 판광루 역 정식 개업.
- 2012년 6월 6일 : 지역 계획 조정으로 인해, 촨창루 역이 취소되었고, 현재 운행되고 있는 7호선 "촨창루 역"이 "룽화중루 역"역으로 개명.(건설중인 12호선과 환승)
- 2014년 4월 30일 : 7호선의 일일 승객이 738,000명으로, 개통이래 최고 수준에 도달했다.[5]
- 2014년 7월 22일 : 치화루 역이 영업에 들어가면서, 동시에 7호선의 소형 교차로 종착역이 상하이 대학 역에서 치화루 역으로 바뀌었다.

## 차량

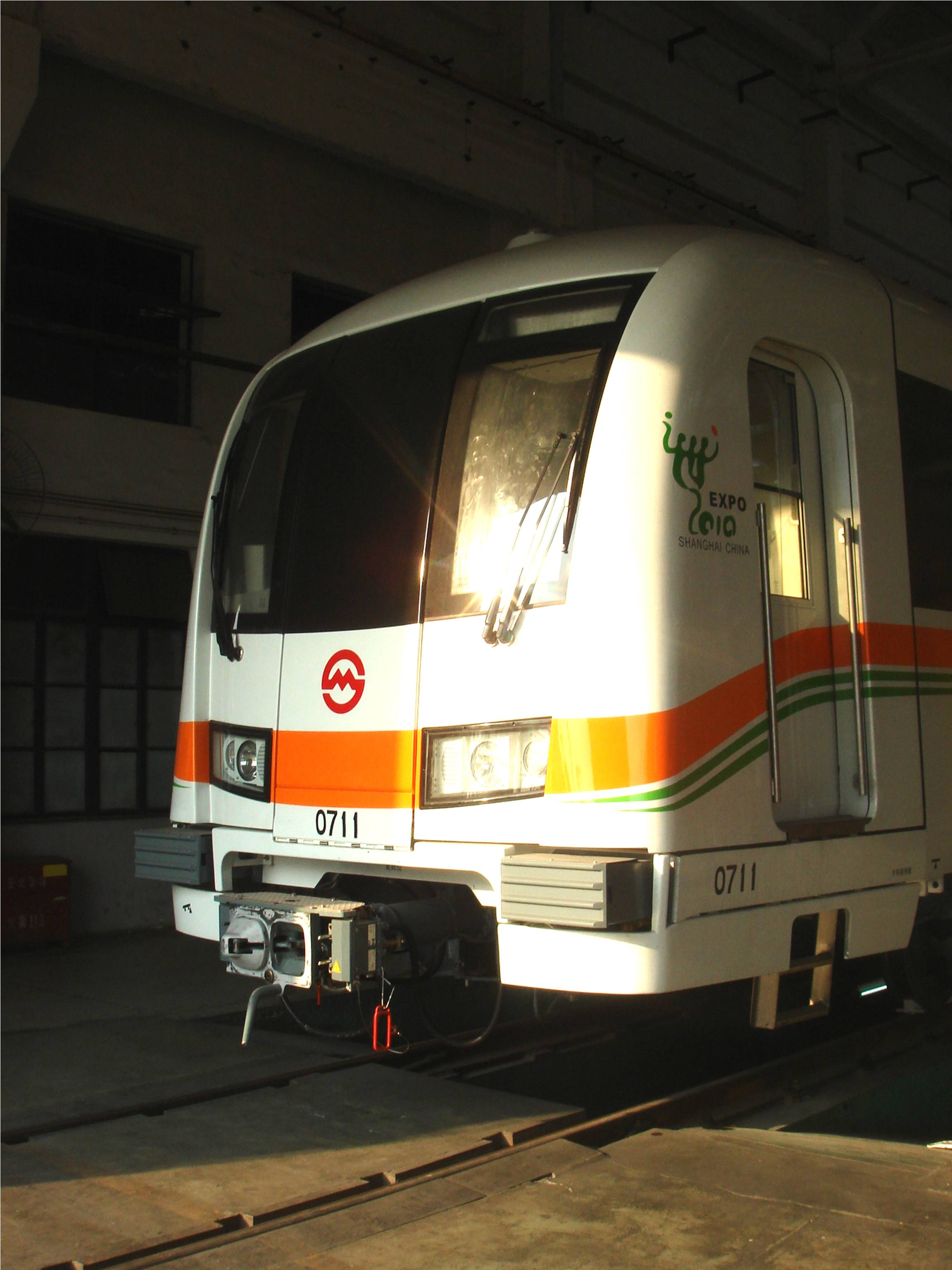
봄바디어 AC09, 711호 차량

### AC09A형 전동 객차
- 제조업체：창춘 장객-봄바디어 궤도 차량(长春长客－庞巴迪轨道车辆)
- 도색：차체의 양쪽에 주황색 띠가 있고, 앞면은 진한 녹색 띠가 있다.
- 설계 속도：80km/h
- 차량 편성：6량 편성（Tc＋Mp＋M＋M＋Mp＋Tc）
- 구획：길이 23.54m，폭 3m，용량 최대 310명 탑승 가능
- 제조년도：2008년－2010년
- 동력 방식：VVVF 인버터
- 차량 총수：42대（0701-0742）
- 모든 차량에는 점등식 노선도는 없지만, 각 객실 통로 위에 노란색 LED 디스플레이가 있다. 차량 전두부에는 행선지가 표시되는 노란색 LED 디스플레이가 있다.
- 참고：
  - 711, 712계 열차에는 상하이 2010년 세계 박람회 엠블럼이 표시되어 있었다.(2008년 시운전 한정)
  - 7호선, 9호선, 12호선은 도색이 다르지만, 동일한 차량을 쓴다.

열차 편성 기호 범례：
- B/Mp—팬터그래프가 장착된 동력차
- C/M —팬터그래프가 미장착된 동력차
- A/Tc—무동력 객차

## 역 목록
| 역명        | 역명     | 역명                | 환승                                 | 거리 (km) | 거리 (km) | 소재지   |
| 한국어      | 중국어   | 영어                | 환승                                 | 거리 (km) | 거리 (km) | 소재지   |
| ----------- | -------- | ------------------- | ------------------------------------ | --------- | --------- | -------- |
|             |          |                     |                                      |           |           |          |
| 메이란후    | 美兰湖   | Meilan Lake         |                                      | 0         | --        | 바오산구 |
| 뤄난 신춘   | 罗南新村 | Luonan Xincun       |                                      | 1347      | 1347      | 바오산구 |
| 판광루      | 潘广路   | Panguang Road       |                                      | 4177      | 2830      | 바오산구 |
| 류항        | 刘行     | Liuhang             |                                      | 5157      | 980       | 바오산구 |
| 구춘 궁원   | 顾村公园 | Gucun Park          | ■ 15호선                             | 6857      | 1700      | 바오산구 |
| 치화루      | 祁华路   | Qihua Road          |                                      | 9566      | 2709      | 바오산구 |
| 상하이 대학 | 上海大学 | Shanghai University |                                      | 11257     | 1691      | 바오산구 |
| 난천루      | 南陈路   | Nanchen Road        |                                      | 12194     | 937       | 바오산구 |
| 상다루      | 上大路   | Shangda Road        |                                      | 13537     | 1343      | 바오산구 |
| 창중루      | 场中路   | Changzhong Road     |                                      | 14883     | 1346      | 바오산구 |
| 다창전      | 大场镇   | Dachang Town        |                                      | 16115     | 1232      | 바오산구 |
| 싱즈루      | 行知路   | Xingzhi Road        |                                      | 17152     | 1037      | 바오산구 |
| 다화산루    | 大华三路 | Dahuasan Road       |                                      | 18443     | 1291      | 바오산구 |
| 신춘루      | 新村路   | Xincun Road         | ■ 20호선 (공사중)                    | 19558     | 1115      | 푸퉈구   |
| 란가오루    | 岚皋路   | Langao Road         |                                      | 20402     | 844       | 푸퉈구   |
| 전핑루      | 镇坪路   | Zhenping Road       | ■ 3호선 ■ 4호선                      | 21989     | 1587      | 푸퉈구   |
| 창서우루    | 长寿路   | Changshou Road      | ■ 13호선                             | 23004     | 1015      | 푸퉈구   |
| 창핑루      | 昌平路   | Changping Road      |                                      | 23835     | 831       | 징안구   |
| 징안사      | 静安寺   | Jing'an Temple      | ■ 2호선 ■ 14호선                     | 25156     | 1321      | 징안구   |
| 창수루      | 常熟路   | Changshu Road       | ■ 1호선                              | 26247     | 1091      | 쉬후이구 |
| 자오자방루  | 肇嘉浜路 | Zhaojiabang Road    | ■ 9호선                              | 27932     | 1685      | 쉬후이구 |
| 둥안루      | 东安路   | Dong'an Road        | ■ 4호선                              | 28911     | 979       | 쉬후이구 |
| 룽화중루    | 龙华中路 | Middle Longhua Road | ■ 12호선                             | 29639     | 728       | 쉬후이구 |
| 허우탄      | 后滩     | Houtan              | ■ 19호선 (공사중)                    | 31886     | 2247      | 푸둥신구 |
| 창칭루      | 长清路   | Changqing Road      | ■ 13호선                             | 33149     | 1263      | 푸둥신구 |
| 야오화루    | 耀华路   | Yaohua Road         | ■ 8호선                              | 34075     | 926       | 푸둥신구 |
| 윈타이루    | 云台路   | Yuntai Road         |                                      | 34778     | 703       | 푸둥신구 |
| 가오커시루  | 高科西路 | West Gaoke Road     | ■ 6호선                              | 35851     | 1073      | 푸둥신구 |
| 양가오난루  | 杨高南路 | South Yanggao Road  |                                      | 37354     | 1503      | 푸둥신구 |
| 진시우루    | 锦绣路   | Jinxiu Road         |                                      | 38767     | 1413      | 푸둥신구 |
| 팡화루      | 芳华路   | Fanghua Road        |                                      | 40210     | 1443      | 푸둥신구 |
| 룽양루      | 龙阳路   | Longyang Road       | ■ 2호선 ■ 16호선 ■ 18호선 ■ 자기부상 | 42050     | 1840      | 푸둥신구 |
| 화무루      | 花木路   | Huamu Road          |                                      | 43425     | 1375      | 푸둥신구 |
|             |          |                     |                                      |           |           |          |

## 같이 보기
- 상하이 지하철